# 1582년
1582년은 율리우스력에서 월요일로 시작하는 평년이다.
교황 그레고리오 13세가 10월 5일부터 14일까지의 10일간을 삭제하고 그레고리력을 사용하기 시작함으로써, 그레고리력을 채용한 국가들에서는 이 해가 355일이 되었고 월요일에 시작하여 금요일에 끝났다.

## 연호
- 명(明) 만력(萬曆) 10년
- 일본(日本) 덴쇼(天正) 10년

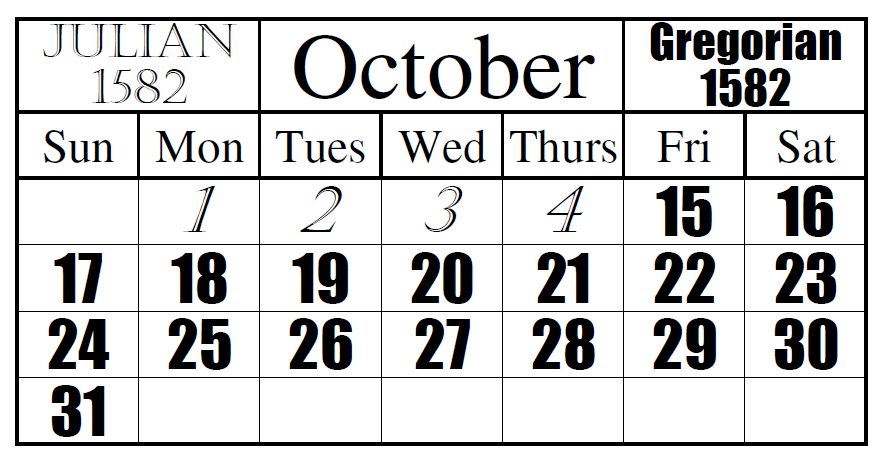
10월 15일: 1582년 10월 4일의 다음날

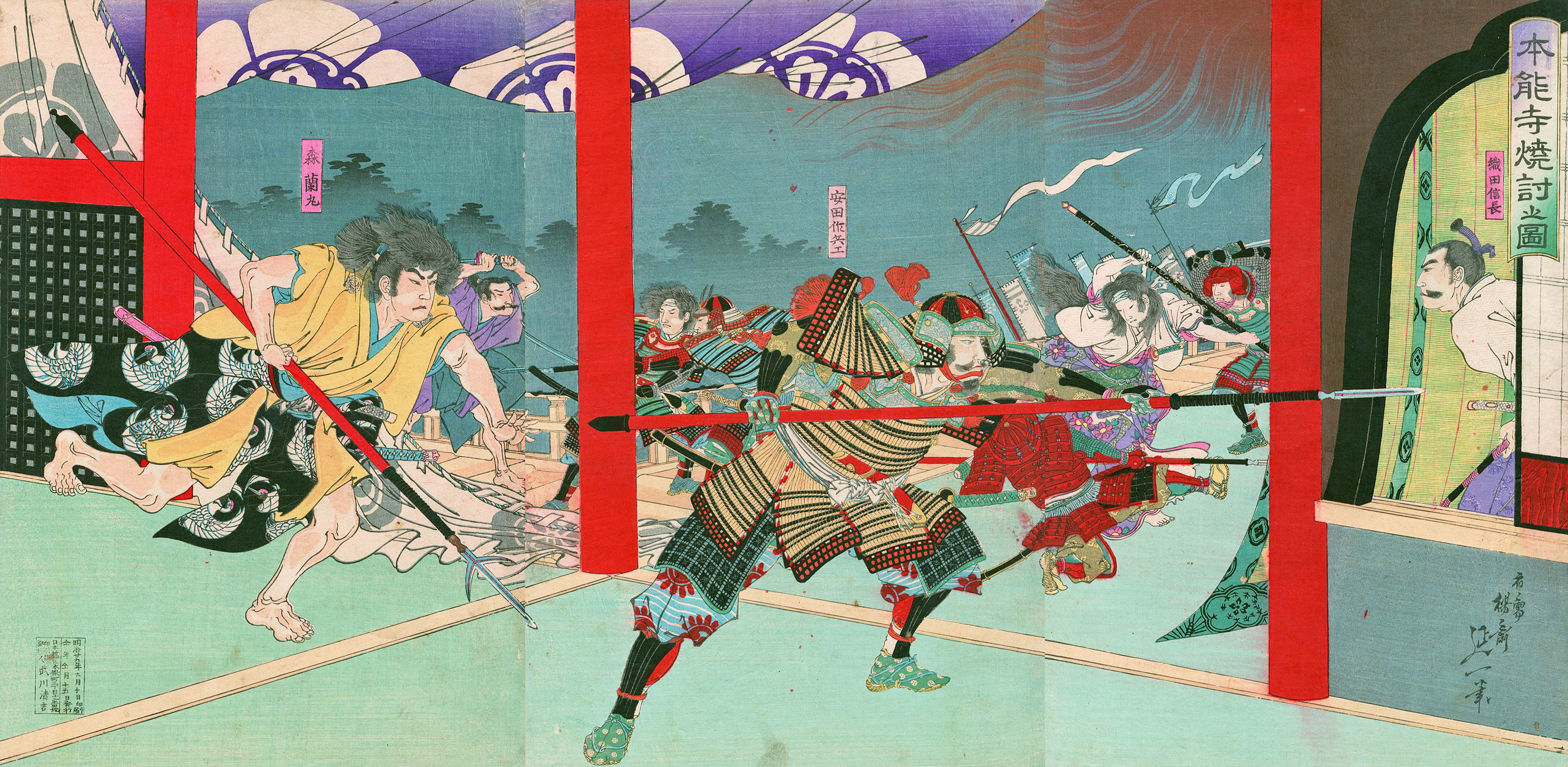
6월 21일: "혼노지의 변"으로 오다 노부나가가 암살됨

- 후 레 왕조(後黎朝) 꽝흥(光興) 5년
- 막 왕조(莫朝) 지엔타인(延成) 5년

## 기년
- 류큐(琉球) 쇼에이왕(尚永王) 10년
- 명(明) 신종 만력제(神宗 萬曆帝) 10년
- 조선(朝鮮) 선조(宣祖) 15년
- 후 레 왕조(後黎朝) 세종(世宗) 10년
- 막 왕조(莫朝) 막머우헙(莫茂洽) 18년

## 사건
- 2월 14일 - 교황 그레고리오 13세가 율리우스력을 개정한 그레고리력을 사용에 대한 칙령반포.
- 6월 21일 - 혼노지의 변이 발생하다.
- 7월 16일 - 기요스 회의
- 10월 15일 - 교황 그레고리오 13세의 칙령에 의거하여 율리우스력을 대신하여 그레고리력을 사용하기 시작하다.
- 마테오 리치가 중국선교를 위해 마카오에 도착
- 갈릴레이, 흔들이의 동시성 발견
- 일본 소년 4명, 바티칸에 파견.

## 탄생
- 8월 28일 - 중국 명나라의 제14대 황제 태창제. (~1620년)

### 미상
- 조선 중기의 무신 김준. (~1627년)
- 고바야카와 히데아키. (~1602년)

## 사망
- 4월 3일 - 일본의 센고쿠 시대 무장 다케다 가쓰요리. (1546년~)
- 5월 26일 - 중국 명나라의 재상 장거정. (1525년~)
- 6월 21일
  - 일본 센고쿠 시대의 무장 오다 노부나가. (1534년~)
  - 모리 나리토시. (1565년~)
- 7월 2일 - 일본 센고쿠 시대의 무장 아케치 미쓰히데. (?~)